# Provinciaal gerechtshof in Zeeland
Het provinciaal gerechtshof in Zeeland was van 1838 tot 1876 een van de provinciale hoven in Nederland. Het hof had zijn zetel in het Van de Perrehuis een monumentaal pand in de stad Middelburg. Het rechtsgebied van het hof kwam overeen met de provincie Zeeland en was verdeeld in drie arrondissementen: Middelburg, Goes en Zierikzee en twaalf kantons.
Toen in 1876 de provinciale hoven werden opgeheven verloor Zeeland zijn hof. Zeeland werd samengevoegd met Zuid-Holland tot het nieuwe ressort 's-Gravenhage.

## Het rechtsgebied
Het provinciaal hof in Middelburg was de hoogste instantie binnen de provincie Zeeland. Het rechtsgebied kwam volledig overeen met de provincie. Ondanks de relatief beperkte omvang van de provincie was Zeeland toch verdeeld in drie arrondissementen. 
- Middelburg, bestaande uit de kantons: Middelburg, Vlissingen, Sluis en Oostburg.
- Goes, bestaande uit de kantons: Goes, Heinkenszand, Kortgene, Axel en Hulst.
- Zierikzee, bestaande uit de kantons: Zierikzee, Brouwershaven, Tholen.

## Het Paleis van Justitie
Het Zeeuwse hof was gevestigd in het  Van de Perrehuis een monumentaal pand aan het Hofplein in Middelburg. Na de opheffing van het hof was dat pand nog jaren in gebruik bij de rechtbank. 
De naam van het pand verwijst naar Johan Adriaan van de Perre die samen met zijn echtgenote Jacoba van den Brande  De Commanderij  tot een stadspaleis liet verbouwen.